# Skurups Handboll
Skurups Handboll (Skurups HB) är en handbollsklubb från Skurup i Skånes län, bildad den 20 april 1976 efter att tidigare ha varit del av Skurups AIF (sedan 1959). Senast herrlaget spelade i nästa högsta serien var i dåvarande division 1 2006/2007.

## Historia
Skurups AIF handbollssektion bildades 1959, året innan en ny idrottshall skulle byggas (nuvarande Mackleanhallen, som sedermera är en del av Skurups Sparbank Arena). Byggandet blev av hallen dock försenat, så verksamheten kom inte igång förrän i januari 1961. Hösten 1961 spelade Skurups AIF sin första handbollsmatch i seriespel, i division 4 för herrar. Damhandbollen togs upp på programmet 1975, då ett flicklag bildades.

## Spelare i urval
- Sten Sjögren (1994–1997)